# Anisomeristes masoni
Anisomeristes masoni là một loài bọ cánh cứng trong họ Corylophidae. Loài này được Reitter miêu tả khoa học đầu tiên năm 1900.